# Nikolaj Bodurov
Nikolaj Georgiev Bodurov (in bulgaro Николай Георгиев Бодуров?; Blagoevgrad, 30 maggio 1986) è un calciatore bulgaro, difensore del Pirin Blagoevgrad.

## Carriera

### Club
Dopo aver giocato con il Pirin Blagoevgrad, nel 2009 si trasferisce al Litex Loveč. Durante la sessione estiva del calciomercato 2014 si trasferisce al Fulham. Il 23 gennaio 2017 fa rientro in patria per giocare con la maglia del CSKA Sofia. Il 30 gennaio 2020 passa all'Esteghlal, compagine iraniana.

### Nazionale
Ha debuttato con la nazionale bulgara nel 2010 e ha segnato il primo gol in nazionale nella partita persa contro la Norvegia per 2-1 a Oslo.

## Palmarès

### Club

#### Competizioni nazionali
- Campionato bulgaro: 2

Liteks Loveč: 2009-2010, 2010-2011
- Supercoppa di Bulgaria: 1

Liteks Loveč: 2010